# Ron Heesakkers
Gijsbertus Adrianus Johannes Marinus (Ron) Heesakkers (Heeswijk-Dinther, 25 november 1978) is een Nederlands voormalig profvoetballer die als aanvaller speelde.
Heesakkers begon in de jeugd bij VV Heeswijk en ging daarna naar de jeugdopleiding van RKC. Bij RKC debuteerde hij in het seizoen 1998/99 in de Eredivisie. In het seizoen 2001/02 werd hij door RKC verhuurd aan TOP Oss en een seizoen later speelde hij voor Helmond Sport. Hierna keerde hij terug bij de amateurs van VV Heeswijk.
In totaal speelde hij als prof 89 competitiewedstrijden waarin hij 14 doelpunten maakte. Na zijn professionele voetballoopbaan ging hij in 2003 in het familiebedrijf Heesakkers Beton werken.